# 卫津河
卫津河，历史上曾被称为海光寺外河、赤龙河等，是中华人民共和国天津市市区内南北流向的一条河流，卫津河开挖于1890年，目的在于宣泄天津老城厢西南部之洪水，保护天津卫不受洪水的侵犯，其卫津河之名也由此而来。天津市沿卫津河修建了卫津路。
卫津河沿岸设有南开大学、天津大学、天津市广播电视电影局、天津电视台、天津人民广播电台等。

## 历史
清光绪十六年夏，因天津连年水患，城南洼淀众多，李鸿章命令淮军将领衞汝貴率所部官兵开浚卫津河，该河从海光寺前的墙子河开始向南，经八里台通卫南洼后，折至东南方向到南洋码头附近的赵北庄与海河沟通，形成了当年既可泄洪排涝又可行船的航道。